# Red Rock (Oklahoma)
Red Rock – miasto w Stanach Zjednoczonych, w stanie Oklahoma, w hrabstwie Noble.